# E471
E471 eller Europaväg 471 är en europaväg som går mellan Mukatjeve och Lviv i Ukraina. Längd 210 km.

## Sträckning
Mukatjeve - Lviv

## Standard
Vägen är landsväg hela sträckan. Den har dubbla körbanor med 2+2 filer runt 30 km närmast Lviv.

## Anslutningar till andra europavägar
| - E50 (gemensam cirka 150 km) - E40 - E58 |  | - E81 - E372 |